# 红旗渠经济技术开发区
红旗渠经济技术开发区位于河南安阳林州市东北部，始建于1992年6月设立的陵阳开发区（以林钢、林县钢铁公司、红旗渠水泥厂为基础），2006年3月被河南省人民政府批准升级为省级开发区，2011年8月经省政府批准更名为河南红旗渠经济开发区。2012年10月，经国务院批准升格为国家级经济技术开发区，成为河南省第8家国家级经济技术开发区，更是中国中西部地区首家县域国家级经济技术开发区。

## 简介
2011年实现国内生产总值42亿元，工业企业总产值135.68亿元，税收5.6亿元，出口额2.68亿美元。目前园区入驻210家企业。

## 产业
- 高端装备制造孵化园
- 生物科技产业园
- 钢铁装备产业园
- 汽车装备产业园
- 电子信息产业园

## 主要企业
- 林州重机股份有限公司：2011年1月在深交所上市，成为安阳市第一家上市的民营企业
- 凤宝特钢有限公司
- 林丰铝电有限公司：2011年、2012年中国民营企业500强
- 大唐林州热电公司